# ليوبولدو الثاني دوق توسكانا الأكبر
ليوبولد الثاني (ليوبولدو جيوفاني جوزيبي فرانشيسكو فرديناندو كارلو؛ 3 أكتوبر 1797 - 29 يناير 1870)؛ كان دوق توسكانا الأكبر (1824-1859).
تزوّج مرتين. الأولى من ماريا آنا من ساكسونيا، وبعد وفاتها في عام 1832، تزوّج من ماريا أنطونيا من الصقليتين. أنجب خليفته الأخير فرديناند من زوجته الثانية. كان ليوبولد يُصَف ملكًا ليبراليًا، إذ سمح بدستور توسكان لعام 1848، وسمح بدرجة من الصحافة الحرة.
عُزل الدوق الأكبر لفترة وجيزة من قبل حكومة مؤقتة في عام 1849، إلا أنه استُعيد في نفس العام بمساعدة القوات النمساوية، التي احتلت الولاية حتى عام 1855. حاول ليوبولدو اتباع سياسة الحياد فيما يتعلق بحرب الاستقلال الإيطالية الثانية، ولكن طُرِد بانقلاب غير دموي في 27 أبريل 1859، قبل بداية الحرب مباشرة. غادرت عائلة الدوق الأكبر تحو بولونيا بالإقليم البابوي، احتُلّت توسكانا خلال فترة الصراع من قبل جنود فيتوريو إمانويلي الثاني ملك سردينيا. كان السلام الأولي لفيلافرانكا، المُتفق عليه بين نابليون الثالث من فرنسا وفرانتس يوزف من النمسا في 11 يوليو، ينص على عودة لورينس إلى فلورنسا، ولكن كان يعتبر ليوبولدو نفسه لا يتمتع بشعبية كبيرة لكي يُقبل، لذلك في 21 يوليو 1859 تنازل عن العرش لصالح ابنه فرديناندو. لم يكن الثوّار الذين يسيطرون على فلورنسا أكثر قبولًا لفرديناندو، ولم يُعلن عن انضمامه، بدلاً من ذلك، أعلنت الحكومة المؤقتة عزل آل هابسبورغ (16 أغسطس).

## السيرة الذاتية
وُلد ليوبولد الثاني في فلورنسا، وهو ابن فرديناندو الثالث، دوق توسكانا الأكبر، والأميرة لويزا ماريا أميليا تيريزا من نابولي وصقلية، اللذين كانا أولاد عمّ وأولاد خالة. كان أجداده من جهة الأم فرديناندو الأول ملك الصقليتين وماري كارولين النمساوية.
خلف والده في 18 يونيو 1824. خلال السنوات العشرين الأولى من حكمه، كرّس نفسه للتنمية الداخلية للدولة، كان حكمه الأخف والأقل رجعيّة من كل الحكام الطغاة الإيطاليين خلال تلك الفترة، وعلى الرغم من خضوعه الدائم للنفوذ النمساوي، إلا أنه رفض تبني أساليب الحكم النمساوي، وسمح بمجال عادل من الحرية للصحافة، وسمح للكثيرين من المنفيين السياسيين من الولايات الأخرى بالسكن في توسكانا دون عائق.
ولكن عندما انتشرت الاضطرابات في أوائل أربعينيات القرن التاسع عشر في جميع أنحاء إيطاليا، حتى في توسكانا كانت هناك مطالب بتطوير الدستور والإصلاحات السياسية الأخرى؛ وقعت أعمال شغب في أنحاء مختلفة من البلاد في عامي 1845 و1846، وقدّم ليوبولدو عددًا من الإصلاحات الإدارية، لكن النفوذ النمساوي منعه من القيام بالمزيد، حتى لو كان يرغب في ذلك، أعطى انتخاب البابا بيوس التاسع تشجيعًا جديدًا لليبرالية، وفي 4 سبتمبر عام 1847 أنشأ ليوبولد الحرس الوطني -استعدادًا للدستور؛ بعد ذلك بفترة وجيزة عُيّن الماركيز كوزيمو ريدولف رئيسًا للوزراء. تبع منح دساتير نابولي وبييمونتي (17 فبراير 1848) بدساتير توسكانا، المُنشأة من قبل جينو كابوني.
أثارت الانتفاضات في ميلانو وفيينا حماسة وطنية في توسكانا، حيث كانت الحرب ضد النمسا مُطالب فيها؛ أرسل ليوبولدو، مستسلمًا للضغوط الشعبية، قوات من الجنود النظاميين والمتطوعين للتعاون مع بيدمونت في حملة لومبارد. كان خطابه عن مغادرتهم إيطاليًا وليبراليًا بشكل حازم. وقال: «الجنود، إنّهم السبب المقدس وراء الحرية الإيطالية المُقرّرة اليوم على ميادين لومباردي. اشترى مواطنو ميلان حريتهم بدمائهم وببطولةٍ يقدِّم التاريخ أمثلة قليلة عنها... الفخر لجنود إيطاليا! يحيا الاستقلال الإيطالي!» قاتلت فرقة توسكان بشجاعة، وإن لم تنجح، في كورتاتون ومونتانارا.
في 26 يونيو، جُمّع أول برلمان لتوسكان، لكن الاضطرابات الناجمة عن فشل الحملة في لومبارديا أسفرت عن استقالة وزارة ريدولف، التي خلفتها وزارة جينو كابوني. استمرت أعمال الشغب، لا سيما في ليفورنو، التي كانت فريسة للحرب الأهلية الفعلية، والحزب الديمقراطي الذي كان فرانشيسكو دومينيكو غيرازي وجوزيبي مونتانيلي منظمين فيهما أصبحا كل يوم أكثر نفوذاً. استقال كابوني، ووافق ليوبولد بإكراه على وزارة مونتانيلي غيرازي، والتي اضطرّت بدورها إلى محاربة الحزب الجمهوري المتطرف.
أعادت الانتخابات الجديدة في خريف عام 1848 الأغلبية الدستورية، لكنها انتهت بالتصويت لصالح الجمعية الدستورية. كان هناك حديث عن إنشاء مملكة إيطالية مركزية مع ليوبولد كملك، لتشكل جزءًا من اتحاد إيطالي أكبر، ولكن في الوقت نفسه، كان الدوق الأكبر قلقًا من التحركات الثورية والجمهورية في توسكاني ومحفزًا بنجاح القوات النمساوية، وفقًا لما ذكره مونتانيلي، كان يتفاوض مع فيلد مارشال راديتزكي ومع بيوس التاسع، الذي تخلى في ذلك الوقت عن ميوله الليبرالية وهرب إلى غيتا. غادر ليوبولد فلورنسا متجها إلى سيينا، وفي النهاية إلى بورتو سانتو ستيفانو، تاركًا رسالةً إلى غيرازي أعلن فيها، بسبب احتجاجٍ من البابا، أنه لا يستطيع الموافقة على الجمعية الدستورية المقترحة. سادت فوضى شديدة في فلورنسا وأجزاء أخرى من توسكانا.
في 18 فبراير 1849 أُعلن عن تأسيس جمهورية، وفي نفس اليوم، أبحر ليوبولد إلى غيتا. وانتخب برلمان ثالث وعُيّن غيرازي ديكتاتورًا. ولكن كان هناك استياء كبير، وهزيمة كارلو ألبيرتو في نوفارا تسببت في ذعر بين الليبراليين. رغبت الأغلبية، خوفًا من غزو نمساوي، في عودة الدوق الأكبر الذي لم يكن يتمتع بشعبية على الإطلاق، وفي أبريل 1849 اغتصب المجلس المحلي صلاحيات الجمعية ودعاها للتراجع «لإنقاذنا عن طريق استعادة الملكية الدستورية المحاطة بالمؤسسات الشعبية، من عار وخراب الغزو الأجنبي». وافق ليوبولد، رغم أنه لم يقل شيئًا عن الغزو الأجنبي، وفي 1 مايو أرسل الكونت لويجي سيرستوري إلى توسكانا بصلاحيات كاملة.
ولكن في الوقت الذي احتل فيه النمساويون لوكا وليفورنو، ورغم تزييف ليوبولد اندهاشه من تصرفاتهم، ثبت كما أعلن الجنرال النمساوي داسبر في ذلك الوقت، أن التدخل النمساوي كان بسبب طلب الدوق الأكبر. في 24 مايو، عيّن الدوق الأكبر «جي بالداسيروني» رئيسًا للوزراء، في اليوم 25 دخل النمساويون فلورنسا وفي 28 يوليو عاد ليوبولد. في أبريل 1850، أبرم معاهدة مع النمسا تقضي بمواصلة الاحتلال النمساوي لفترة غير محددة مع 10,000 رجل؛ في شهر سبتمبر، رفض ليوبولد البرلمان، وفي العام التالي أقام ميثاقًا مع كنيسة ذات طابع ديني شديد. سأل النمسا بضعف عمّا إذا كان بإمكانه الحفاظ على الدستور، ونصحه رئيس الوزراء النمساوي، الأمير فيليكس لشوارزنبرج، بالتشاور مع البابا وملك نابولي ودوقات بارما ومودينا.
بناء على نصيحتهم، ألغى الدستور رسمياً (1852). عُقدت محاكمات سياسية، وحُكم على غيرازي والعديد من الأشخاص الآخرين بالسجن لفترات طويلة، ورغم أن القوات النمساوية غادرت توسكانا في عام 1855، إلا أن شعبية ليوبولد انتهت. ومع ذلك، ما زال بعض الليبراليين يؤمنون بإمكانية وجود دوق دستوري يمكن تشجيعه لمرة ثانية على الانضمام إلى بيدمونت في حرب ضد النمسا، في حين أدرك الحزب الشعبي برئاسة فرديناندو بارتولوماي وجوسيبي دولفي أنّه فقط عن طريق طرد ليوبولد يمكن تحقيق الطموحات الوطنية. عندما قامت فرنسا وبيدمونت في عام 1859 بشنّ حرب على النمسا، فشلت حكومة ليوبولد في منع عدد من المتطوعين الشبان من توسكانا من الانضمام إلى القوات الفرنسية البيدمونتية. أخيرًا، تُوصّل إلى اتفاق بين المناصرين للدستور الأرستقراطيين والحزب الشعبي، ونتيجة لذلك طُلب مشاركة الدوق الأكبر في الحرب رسميًا.
في البداية، منح وعهد ليوبولد الطريق إلى دون نيري كورسيني بتشكيل وزارة. كانت المطالب الشعبية التي قدمها كورسيني هي تنازل ليوبولد لصالح ابنه والتحالف مع بيدمونت وإعادة تنظيم توسكانا وفقًا لإعادة التنظيم النهائية والحاسمة لإيطاليا. تردد ليوبولد ورفض المقترحات في النهاية باعتبارها مهينةً لكرامته. في 27 أبريل، كان هناك إثارة كبيرة في فلورنسا، وظهرت الأعلام الإيطالية في كل مكان، ولكن حُوفِظ على النظام، وغادر الدوق الأكبر وعائلته إلى بولونيا بهدوء. وهكذا أُنجزت الثورة دون إراقة الدماء، أُدمجت توسكانا بعد فترة من الحكم المؤقت في مملكة إيطاليا. في 21 يوليو، تنازل ليوبولد لصالح ابنه فرديناند الرابع عن توسكانا، الذي لم يحكم أبدًا، لكنّه أصدر احتجاجًا من دريسدن (26 مارس 1860).

## روابط خارجية
- ليوبولدو الثاني دوق توسكانا الأكبر على موقع الموسوعة البريطانية (الإنجليزية)